# Tockus albocristatus
Tropicranus albocristatus là một loài chim trong họ Bucerotidae.